# Distretto di Wuxing
Il distretto di Wuxing (吴兴区S) è un distretto della Cina, situato nella provincia dello Zhejiang.